# Bataille de Laukkai
Opération 1027, lors de la guerre civile de 2021-2023 en Birmanie
Batailles
- Conflit armé birman
- Coup d'État de 2021 en Birmanie
- Manifestations de 2021-2022 en Birmanie
  - Mort de Mya Thwe Thwe Khine (en)
  - Mort de Kyal Sin (en)

Théâtres :
- Chin (en)
- Zone sèche (en)
- État de Rakhine (en)

Violences et affrontements précoces :
- Tentative d'assassinat de Bai Yingneng (en)
- Hlaingthaya
- Alaw Bum
- Kalay
- Thapyayaye
- Taze (en)
- Pégou
- Naungmon (en)
- Thaw Le Hta
- Mindat (en)
- Muse (en)
- Mandalay (en)
- Myin Thar (en)
- Myawaddy (en)
- Tabayin (en)
- 1re Demoso
- 1re Loikaw (en)

Campagne de 2021-2022 :
- Kachinthay (en)
- Lay Kay Kaw (en)
- Hnan Khar (en)
- Mo So
- Chindwin (en)
- 2e Demoso (en)
- 2e Loikaw (en)
- Thantlang
- Mon Taing Pin (en)
- Pekon (en)
- Let Yet Kone
- Khin-U (en)
- Assassinat de Ohn Thwin
- Kawkareik
- Meurtre de Saw Tun Moe (en)
- Hpakant
- Ti Bwar

Campagne de 2023-2024 :
- Tar Taing
- Pazigyi
- Pinlaung (en)
- Mese (en)
- Shwe Kokko
- Kanaung
- Laiza
- Taungthaman (en)
- 1027
  - Chinshwehaw (en)
  - Namhsan (en)
  - Laukkai
  - Kaladan
  - Lashio
- 3e Loikaw (en)
  - 1107
- Kyindwe (en)
- Kachin (en)
  - Bhamo (en)
- Myawaddy
- Rakhine
  - Buthidaung (en)
  - Byian Phyu
  - Ann
- Confrérie Chin (en)
- Assassinat d'Ashin Munindabhivamsa (en)
- Budalin
- Myingyan (en)
- Bhamo (en)
- Ngape (en)

La bataille de Laukkai est une offensive militaire menée par l'armée de l'Alliance nationale démocratique de Birmanie (MNDAA) lors de laquelle Laukkai, la capitale de la zone auto-administrée de Kokang (en) dans le nord-est de la Birmanie, est encerclée et capturée. La bataille fait partie de l'opération 1027, une opération militaire conjointe menée par la coalition des Trois Fraternités, composée de trois organisations ethniques armées, et s'inscrit dans le cadre de la reprise de la guerre civile en Birmanie.
Chinshwehaw (en), une ville frontalière clé et principal point d'entrée à Kokang sur la route Lashio-Chinshwehaw, est capturée le premier jour de l'opération 1027. Dans la seconde moitié de novembre, le MNDAA encercle la ville de Laukkai en prenant plusieurs avant-postes clés. Ils commencent à attaquer dans le sud-est de la ville de Laukkai le 1er décembre. Le 3 décembre, ils capturent la colline des quatre statues bouddhistes, capturant tout le territoire au sud de Laukkai. Il y a un bref répit dans les combats à la mi-décembre alors que des pourparlers de paix sont engagés, mais ils échouent et les combats reprennent au nord de Laukkai le 18 décembre. Le MNDAA capture les principales villes et portes frontalières le 19 décembre et commence à pénétrer dans la ville.
Le 26 décembre, la Tatmadaw et les Forces de garde-frontières dirigées par Bai Suocheng (en) à Laukkai se rendent au MNDAA. Le 28 décembre, le MNDAA a pris le contrôle de la majeure partie de la ville. Les partisans restants de la junte se rendent le 4 janvier et jusqu'à 1 000 personnes sont évacuées vers Lashio.

## Contexte
Après l'effondrement du Parti communiste de Birmanie en 1989, le Kokang devient la première région spéciale autonome de l'État shan. Le MNDAA, alors dirigé par Peng Jiasheng (en), prend le contrôle de la région et signe un cessez-le-feu avec les forces armées de la Birmanie, la Tatmadaw. En 2009, la Tatmadaw demande au MNDAA de devenir une force de garde-frontières sous la direction de l'armée. Le MNDAA refuse et les forces armées évincent le groupe et prennent le contrôle de la région lors de l'incident de Kokang en 2009 (en). En 2015, le MNDAA lance l'offensive de Kokang (en), provoquant le déclenchement dans la région de l'état d'urgence et l'application pour trois mois de la loi martiale en réponse aux combats.
Après la reprise de la guerre civile à la suite du coup d'État de 2021 en Birmanie, l'armée d'Arakan, proche alliée du MNDAA, conclut un cessez-le-feu en novembre 2022. Quelques jours plus tard, la junte militaire du Conseil administratif d'État attaque le MNDAA à l'aide d'armes lourdes sur une base près de Chinshwehaw, près de la frontière chinoise. Cet assaut se poursuit jusqu'au 2 décembre, et aurait impliqué jusqu'à 500 soldats de la junte.

### Opération 1027
En octobre 2023, l'armée birmane constate que ses ressources étaient de plus en plus sollicitées après deux années d'efforts persistants contre les groupes anti-junte dans diverses régions de la Birmanie. Le 9 octobre, l'armée attaque une base, intensifiant le conflit avec l'Armée pour l'indépendance kachin (KIA), l'un des alliés proches du MNDAA et troisième membre de l'Alliance des Trois Fraternités. Dans le même temps, les usines frauduleuses le long de la frontière chinoise deviennent un problème majeur, la junte travaillant avec des gangs chinois pour faire entrer plus de 120 000 personnes en Birmanie et gagner des milliards de dollars de revenus. Pour exercer des pressions, la Chine travaille activement avec l'Alliance des Trois Fraternités pour expulser et arrêter les citoyens chinois impliqués,.
L'Alliance des Trois Fraternités déclare le début de l'opération 1027 le 27 octobre 2023, avec pour objectifs principaux de protéger les civils, de faire valoir les droits d'autodéfense, de maintenir le contrôle du territoire, de répondre aux attaques d'artillerie et aux frappes aériennes, d'éradiquer le régime militaire et de lutter contre les fraudes de jeu en ligne largement répandues,. Les observateurs internationaux soulignent le rôle influent de la Chine comme facteur clé dans le lancement de l'opération, tandis que d'autres mettent en garde contre la réduction des motivations des rebelles à une simple extension des souhaits de la Chine. Les analystes soulignent que la coopération entre la Force de défense du peuple et les organisations ethniques armées lors de l'opération 1027 s'inscrit dans la continuité des  manifestations de 2021-2022 en Birmanie, contrecarrant les récits qui attribuent sa formation à l'influence chinoise.

## Bataille

### Prélude

Région de Kokang dans l'État shan en Birmanie.

Le premier jour de l'opération 1027, le MNDAA prend le contrôle de la ville frontalière de Chinshwehaw et bloque l'autoroute reliant Lashio à Muse, ainsi que la route Lashio-Chinshwehaw pour empêcher le régime d'amener des renforts le long de ces routes. Le 1er novembre, la junte arrête plus de 200 ressortissants étrangers dans un poste de garde-frontière près de Laukkai afin d'empêcher les membres de l'Alliance des Trois Fraternités, présents en nombre, croissant d'attaquer la ville ou ses principaux avant-postes militaires. Le 12 novembre 2023, 127 soldats de la junte du 129e bataillon d'infanterie stationnés à Laukkai et les membres de leurs familles se rendent au MNDAA dans la ville. Le même jour, la loi martiale est déclarée dans le nord de l'État shan, notamment dans le canton de Laukkai (en). Le Conseil administratif d'État annonce en outre que le président de la zone auto-administrée de Kokang, Myint Swe, aligné sur la junte, est temporairement remplacé par le général de brigade Tun Tun Myint. Tun Tun Myint était auparavant le commandant chargé des opérations dans le nord de l'État shan. Cette décision est prise en prévision de l'avancée de l'opération 1027 vers Laukkai.

### Bataille

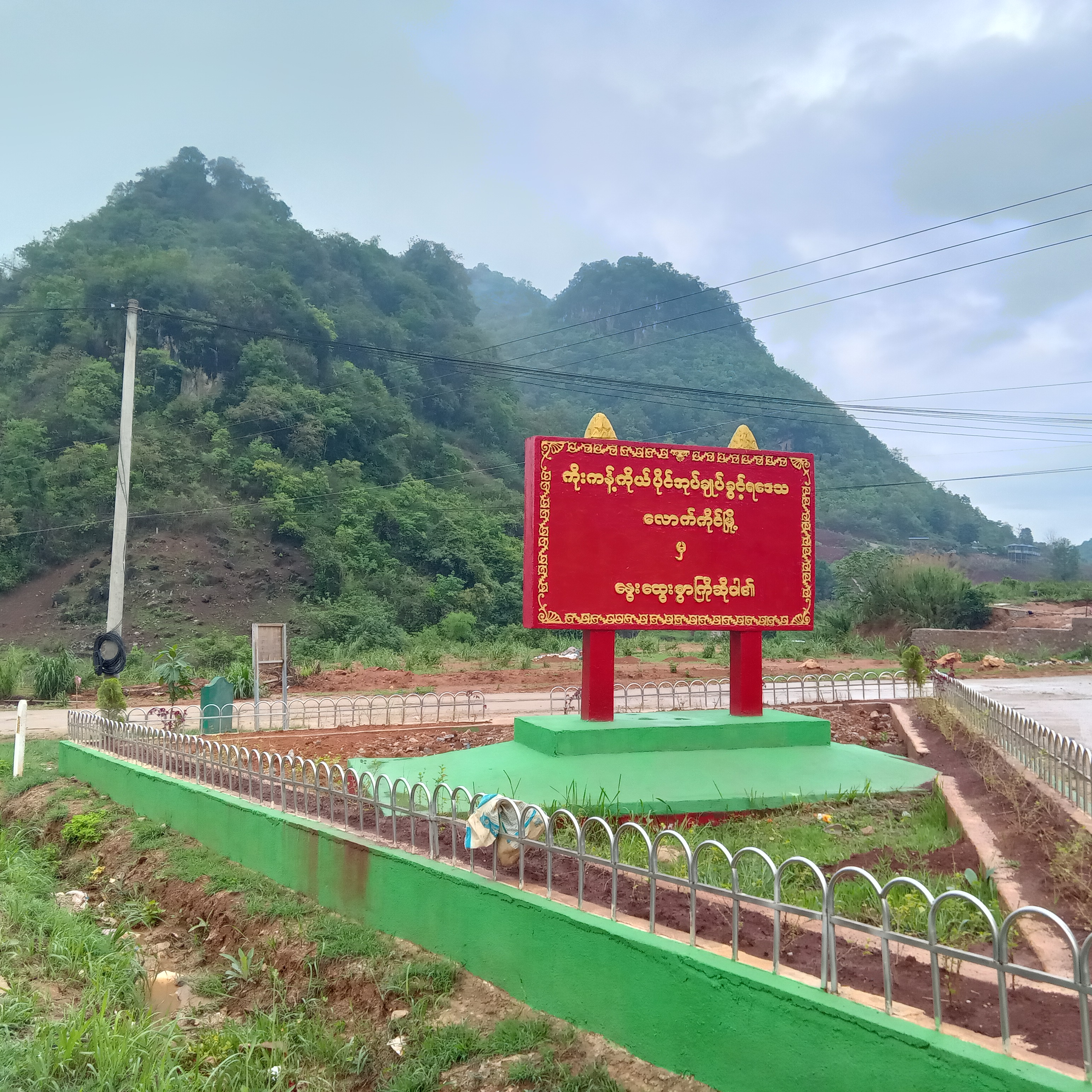
Panneau à l'entrée de Laukkai.

Au cours de la seconde moitié du mois de novembre, le MNDAA a encerclé la ville en capturant un certain nombre d'avant-postes de la junte. La junte a eu du mal à conserver sa position après avoir perdu Chinshwehaw, qui était un point d'entrée clé dans le Kokang SAZ le long de la route principale Lashio -Chinshwehaw. L'ambassade de Chine à Rangoun a exhorté les citoyens à quitter Laukkai et la ville était en grande partie déserte au 1er décembre. Le 1er décembre, le MNDAA a commencé à pénétrer dans le quartier de Tong Chain, dans le sud-est de Laukkai, et a concentré ses tirs sur des cibles militaires alors que des centaines de civils restaient toujours piégés dans la ville.
Le 3 décembre, le MNDAA a attaqué l'avant-poste militaire sur la colline des Quatre Statues Bouddhistes, immédiatement au sud de Laukkai. La bataille a duré huit heures car la junte avait une présence importante sur la base située au sommet de la colline. Il s'agissait du dernier avant-poste de la junte entre l'Alliance de la Fraternité et Laukkai proprement dite. Le lendemain, le MNDAA a attaqué séparément les soldats de la junte en retraite qui avaient abandonné leurs positions au nord de la ville. Le 6 décembre 2023, le MNDAA a achevé la capture de l'avant-poste de la colline des Quatre Statues Bouddhistes et a établi le contrôle du côté sud de Laukkai. Les troupes restantes de la junte étaient positionnées au nord de la ville, la laissant bien gardée.

#### Bref répit
Le 7 ou le 8 décembre, la Chine aurait eu des entretiens avec l'Alliance des Trois Fraternités à Kunming, dans le Yunnan, concernant le sort de Laukkai. Selon un projet de consensus prétendument divulgué, l'Alliance des Trois Fraternités et le lieutenant-général Min Naing de la junte se sont mis d'accord sur un cessez-le-feu d'ici la fin décembre, concluant des arrangements politiques entre le MNDAA et le Conseil administratif d'État pour "retourner à Old Street". "Old Street" était la traduction littérale du nom chinois de la ville et les détails du consensus sont restés vagues.
Quelques jours plus tard, le 11 décembre, la Chine a contribué à la tenue de pourparlers de paix entre la Tatmadaw et divers groupes rebelles du Nord, dont l'alliance. Les discussions ont porté sur l'opération 1027 en général, mais ont également porté sur le sort de Laukkai. Selon la junte, les pourparlers se sont déroulés de manière positive et ont annoncé des plans pour une réunion de suivi à la fin du mois. L'Alliance des Trois Fraternités a annoncé plus tard, le 13 décembre, que ces pourparlers de paix "n'avaient duré que 10 minutes" et s'est engagée à poursuivre les combats.

#### Reprise des combats
Dans la soirée du 18 décembre, l'armée de l'air birmane a mené trois frappes aériennes sur des cibles du MNDAA à Htin Par Keng, un village situé directement au nord des portes nord de la ville de Laukkai. Les troupes de la junte stationnées à Laukkai ont bombardé le village après les frappes aériennes initiales, poursuivant les bombardements et les frappes aériennes jusque tard dans la soirée suivante. De nombreux résidents restants ont continué à s'abriter dans leurs maisons.

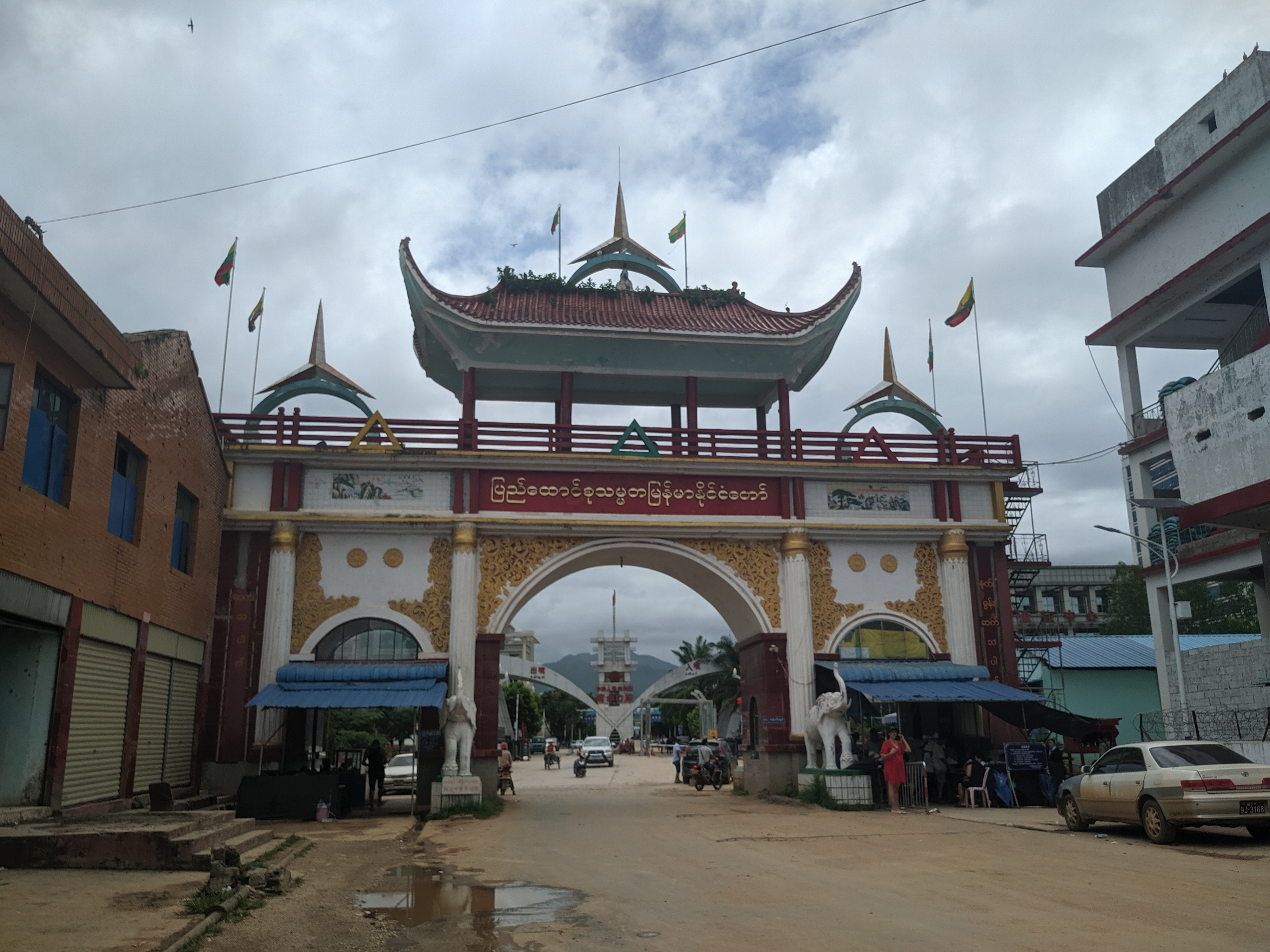
Porte Yanlonkyine à la frontière sino-birmane.

Drapeau de l'Armée de l'Alliance démocratique nationale de la Birmanie.

Le 19 décembre, le MNDAA a pris le contrôle du poste frontière de Yanlonkyaing (point frontière 122) à la frontière chinoise avec Nansan (en), dans le Yunnan, à cinq kilomètres au nord de Laukkai. Le MNDAA a également saisi le point frontière 125, un plus petit passage frontalier et le site d'un camp de personnes déplacées avec 30 000 personnes. Les forces du MNDAA ont retiré le drapeau birman et ont hissé le drapeau du MNDAA à la frontière chinoise.
Alors que la bataille avançait dans la ville, les forces du régime ont tiré des tirs d'artillerie sur la ville le 25 décembre, tuant 8 civils et en blessant 24 autres dans l'hôtel du quartier de Tong Chain. Le 26 décembre, 90 soldats de la 55e Division d'infanterie légère de la Tatmadaw et des troupes des gardes-frontières se seraient rendus au MNDAA, tandis que 90 autres soldats de la junte ont été tués lors de combats précédents. Les forces locales des gardes-frontières et leur commandant Bai Suocheng se sont également rendus. Bai était l'ancien commandant adjoint du MNDAA qui a changé d'allégeance en 2008 pour prendre le contrôle du Kokang SAZ sous la direction de la Tatmadaw. Après la reddition, le MNDAA a repris le complexe de la police et la présence militaire de la junte a considérablement diminué. Les troupes du MNDAA ont commencé à patrouiller dans la ville et à publier des vidéos sur TikTok pour démontrer leur contrôle. Deux jours plus tard, le 28 décembre, le MNDAA avait pris le contrôle de la majeure partie de la ville.
Dans son discours du Nouvel An, le commandant du MNDAA, Peng Daxun (en), s'est engagé à éradiquer les escroqueries en ligne à Kokang et a noté que même s'ils avaient pris la majeure partie de Laukkai, l'opération 1027 était toujours en cours. Les inquiétudes se sont accrues quant au sort de Laukkai alors que la junte bombardait généralement les villes tombées jusqu'à leur destruction complète. Le 3 janvier, des obus d'artillerie de la junte tirés sur Laukkai ont atterri en Chine et ont tué 5 personnes à Nansan, déclenchant des protestations et un appel à la paix de la part de la Chine.
Le personnel militaire de la junte a rendu son quartier général le 4 janvier et a remis des armes et des munitions aux troupes du MNDAA alors qu'elles et leurs familles évacuaient la ville. Jusqu'à 1 000 soldats du régime, familles et fonctionnaires ont été évacués vers Lashio, elle-même encerclée par l'Alliance des Trois Fraternités.

## Conséquences
Le 5 janvier 2024, le MNDAA a pris le contrôle total de Laukkai, capitale de la zone auto-administrée de Kokang à la suite de la reddition massive des dernières forces et responsables de la junte dans la ville. Selon le MNDAA, 2 389 membres de la junte et environ 1 600 membres de leur famille ont déposé les armes et se sont rendus. Un porte-parole de la junte a déclaré qu'ils avaient pris cette décision en donnant la priorité à la sécurité de leurs familles. Le personnel qui s'est rendu et les familles qui n'étaient pas déjà parties la veille ont été évacués vers Lashio.